# حركة البرمجيات الحرة
حركة البرمجيات الحرة هي حركة اجتماعية وسياسية
هدفها ضمان الحريات الأربع الأساسية لمستخدمي البرمجيات: حرية تشغيل البرمجيات، دراستها وتغييرها، وتوزيع نسخ منها مع تعديلات أو بدون تعديلات.
وقد أسس ريتشارد ستولمن مؤسسة البرمجيات الحرة عام 1985 دعماً للحركة.

## الفلسفة
فلسفة الحركة هي إعطاء مستخدمي الحاسوب الحرية عن طريق استبدال البرمجيات الاحتكارية بالبرمجيات الحرة، مع الهدف الأساسي المتمثل في تحرير الجميع إلى «الفضاء الإالكتروني» - أي كل مستخدمي الحاسوب.
يدّعي ريتشارد ستولمن أن هذه المبادرة سوف تعزز من تطور التكنولوجيا بدلاً من أن تعيقه، وذلك «لأنه سوف يتم تجنب الكثير من التكرار المسرف في البرمجة. ويمكن لهذا الجهد أن يذهب عوضاً عن ذلك لتطوير حالة الفن».
يؤمن أعضاء الحركة بأنه يجب أن يحصل كل مستخدمي البرمجيات على الحريات المذكورة في تعريف البرمجيات الحرة. الكثير منهم يعتبر أنه ليس من الأخلاقي منع أو حرمان الأشخاص من ممارسة هذه الحريات، وأن هذه الحريات مطلوبة لإنشاء مجتمع لائق حيث يساعد مستخدمي البرمجيات بعضهم البعض، ويملكون السيطرة على حواسيبهم.
بعض أتباع الحركة لا يؤمنون بأن البرمجيات الاحتكارية عير أخلاقية بصورة حتيمة.
ويدعون أن الحرية قيمة (على الصعيد الأجتماعي والعملي) كصفة في البرمجيات في حد ذاتها.
حركة البرمجيات الحرة تؤمن أيضاً أنه البرمجيات بحاجة لتوثيق مجاني، ولكن ترى أن حرية التعديل هي أقل أهمية من أنواع أخرى من الأعمال المكتوبة.

## الأعمال

### كتابة ونشر برمجيات حرة
العمل الأساسي لحركة البرمجيات الحرة يتمركز حول تطوير البرمجيات. حركة البرمجيات الحرة ترفض أيضاً البرمجيات الاحتكارية، ترفض تثبيت البرمجيات التي لا تعطيهم حريات البرمجيات الحرة. وفقاً لستولمن «الشيء الوحيد في مجال البرمجيات الأسوء من نسخة غير مرخصة من برنامج احتكاري، هو نسخة مرخصة من برنامج احتكاري لأن ذلك يسبب نفس الضرر لمجتمع المستخدمين، وغالبا المطور، مرتكب هذا الشر، يكسب من ذلك.»

### نشر الوعي
بعض المؤيدين لحركة البرمجيات الحرة يستخدم الخطاب العام، أو يستضيف مؤتمرات المرتبطة بالبرمجيات لرفع مستوى الوعي لحرية البرمجيات. يعتبر هذا الأمر مهماً حيث أن المستخدمين الحاصلين على البرمجيات الحرة، ولكن من لا يدركون أن هذه هي برمجيات حرة، سوف يقبلون لاحقاً بدائل غير حرة أو سيحصلون على برمجيات غير حرة.

## الصراع الداخلي
كما في العديد من الحركات الاجتماعية، هناك صراع داخلي مستمر في حركة البرمجيات الحرة بين الشخصيات، وبين مؤيدي التسوية مقابل الالتزام الصرام بالقيم.

### البرمجيات مفتوحة المصدر
في عام 1998, قامت بعض الشركات بالاجتماع لإنشاء حملة تسويقية لبرمجات حرة التي تركز على التكنولوجيا عوضا عن الأخلاق. قام بعدها إريك ريموند وبروس بيرنز بتأسيس مبادرة المصدر المفتوح، لتعزيز المصطلع «برمجيات مفتوحة المصدر» كبديل لمصطلح برمجيات حرة. مبادرة المصدر المفتوح لم تتفق مع موقف حركة البرمجيات الحرة بان البرمجيات غير الحرة هي مشكلة اجتماعية أو انها غير اخلاقية.

### ستولمن وتورفالدس
بالأماكن رؤية أكثر شخصين بارزين متعلقان بالحركة، ريتشارد ستولمن ولينوس تورفالدس كممثلين للمستند على القيم ضد الفلسلفات غير السياسية، مثل اساليب برمجة جنو ضد لينكس. من المفارقة كما تظهر، تكافل اعمالهم هي التي صنعت نظام تشغيل كامل يعرف بجنو/لينكس, او لينكس فقط.

## انتقاد وجدل

### هل ينبغي قبول التسوية على المبادئ؟
ينقد البعض، مثل إريك ريموند السرعة التي تسير بها حركة البرمجيات الحرة، ويقترحون بان التسويات المؤقتة يجب أن تقبل لمكاسب طويلة الأجل. ريموند يدعي بان هذا يمكن أن يزيد الوعى للبرمجيات وبالتالي يزيد من تأثير الحركة على المعايير والتشريعات ذات الصلة.
يرى آخرون، مثل ريتشارد ستولمن، بأن المرحلة الحالية من التسوية هي القلق الأكبر.

### كيف سيحصل المبرمجين على رواتبهم؟
يقول ستولمن بان هنا يقوم الناس باساءة فهم «حر (تعني أيضا مجاني بالانجيزية)»: لا يوجد خطا بطلب المبرمجين لدفع المال لمشروع مقترح. حصر وتحكم بقرارات المستخدمين في الانتهاك الحقيقي للحرية. ستولمن يدافع عن ذلك ببعض الحالات، الحوافز المالية ليست ضرورية للحث لان المتعة في التعبير عن الإبداع هو المكافئة بحد ذاتها (مثل الموسيقى والفن).